# Thaton
Thaton (in birmano: သထုံမြို့, trascritto sa. htum mrui; in mon: သဓီု, trascr. IPA [kəthɜ̀m]) è una città dello Stato Mon, nel sud della Birmania. Fu la capitale del Regno di Thaton, che ebbe l'egemonia nell'odierno sud della Birmania tra il IX e l'XI secolo.

## Etimologia
Thaton è il nome birmano di Sadhuim, che è invece il nome con cui i mon chiamano la città. Il termine Sadhuim deriva dal pāli Sudhammapura, la città del Sudharma, che è il luogo dove si radunavano le divinità.

## Storia
La scarsità di fonti storiche e le sensibili divergenze tra le ipotesi avanzate su Thaton, rendono difficile individuare sia l'anno di fondazione sia gli eventi che ebbero luogo durante gli anni di indipendenza del regno. Secondo la tradizione mon, il Regno di Thaton fu fondato nel VI secolo a.C., si succedettero sul trono 59 sovrani e la città di Pegu, che nel XIV secolo sarebbe diventata la capitale storica del Regno mon di Hanthawaddy, fu fondata nel 573. Un'altra ipotesi fissa la data di fondazione del regno nel IX secolo e quella di Pegu nell'825.
La capitale Thaton era in origine un porto molto attivo del golfo di Martaban, e fu un centro di intensi scambi commerciali con l'India meridionale e Ceylon, l'odierna Sri Lanka. Si presume che sia stato il primo regno costituito dai mon nella Bassa Birmania. È stata attribuita a Thaton l'introduzione nella regione del Buddhismo Theravada. Iscrizioni risalenti al V secolo venute alla luce nella Bassa Birmania confermano l'esistenza nella zona del Buddhismo Theravada già attorno al 400.
Il Regno fu conquistato il 17 maggio del 1057 dall'esercito del Regno di Pagan dopo che Manuha, l'ultimo sovrano di Thaton, si rifiutò di consegnare il canone pāli richiesto da Anawrahta, l'eroe dell'etnia bamar che per primo unificò il paese sotto la bandiera del Regno di Pagan. Re Anawratha si era convertito poco tempo prima al Buddhismo Theravada diffuso nella regione dai mon e dai pyu. La città fu saccheggiata, il re Manuha fu fatto prigioniero e portato a Pagan Con il progressivo sviluppo di Pegu, Thaton conobbe un progressivo declino.

## Geografia fisica
I cambiamenti geologici avvenuti nel corso dei secoli hanno modificato le coste del golfo di Martaban ed attualmente la città è a circa 16 km dal mare delle Andamane. Si trova nella parte nord-ovest dello Stato Mon, all'inizio delle pianure del Tenasserim e all'imbocco della striscia di terra birmana che si immette a sud nella penisola malese. Per Thaton passa la ferrovia che collega Pegu con Mottama.

## Arte antica
L'antica Thaton si trova nella zona nord di quella moderna ed i pochi resti archeologici sono nascosti tra le nuove abitazioni. La pianta dell'antica città era rettangolare e circondata da mura. Il palazzo reale si trovava nel mezzo e misurava 329 metri x 351. Tra il palazzo e le mura a sud sorgevano due pagode, la più grande delle quali era quella di Shwezayan, costruita probabilmente nel V secolo. Quella esistente oggi è una delle molte ricostruzioni della pagoda fatte nei secoli successivi. Nel cortile vi sono iscrizioni in pietra dell'XI secolo nella lingua mon antica.
Le poche sculture di cui esistano attualmente tracce sono state eseguite con stili e soggetti diversi tra loro. Le divinità rappresentate sono buddhiste, hinduiste o animiste. Alcune sculture induiste risalenti al IX / X secolo furono portate in un museo di Yangon che venne distrutto dai giapponesi nella seconda guerra mondiale, ed oggi ne rimangono solo frammenti e fotografie. Lo stile adottato in tali statue era caratteristico della scultura dei pyu.
All'interno della pagoda Shwezayan vi sono statue che risalgono al X / XI secolo. Una rappresenta Buddha in piedi nella posizione varadamudra, con una mano che benedice e l'altra che impartisce insegnamenti, e alle sue spalle vi sono due hamsa, uccelli acquatici sacri nella tradizione buddhista e simbolo dei mon. Il tempio Kalyani Sima, che si trova di fronte alla pagoda ed è consacrato all'ordinazione dei monaci (Pabbajja), reca dei jātaka, bassorilievi riguardanti la vita di Buddha risalenti all'XI o XIII secolo.